# Wyspa (Wołowice)
Wyspa – część wsi Wołowice w Polsce położona w województwie małopolskim, w powiecie krakowskim, w gminie Czernichów.
W latach 1975–1998 Wyspa należała administracyjnie do województwa krakowskiego.